# 島孝明
島 孝明（しま たかあき、1998年6月26日 - ）は、千葉県佐倉市出身の元プロ野球選手（投手）。右投右打。

## 経歴

### プロ入り前
兵庫県宝塚市で出生後に、1歳から千葉県佐倉市で生活。佐倉市立青菅小学校1年時にユーカリベアーズ・ジュニアコスモスで軟式野球を始めると、6年時まで捕手を務めた。
佐倉市立井野中学校時代に佐倉シニアへ所属したことを機に投手へ転向。千葉県内（市原市）の東海大市原望洋高に進学し、1年夏の第96回全国高等学校野球選手権千葉大会では5回戦で登板している。チームが千葉大会の優勝によって甲子園へ出場したことから、背番号18番の控え投手として本大会でもベンチ入りを果たしたが、登板機会はなかった。高校入学から1年で球速140km/hを超え、2年生の秋には148km/hを記録。3年時の春季千葉県大会では、通算投球イニング8回で無四球、16奪三振の好成績を残したことによって、チームを優勝に導いた。その後に出場した春季関東大会では、石岡第一高校との2回戦で、2被安打、無失点、毎回の10奪三振で9回完封勝利を挙げたことで一躍注目された。3年夏は金久保優斗との二枚看板で勝ち進み、準々決勝は早川隆久擁する木更津総合高校と対戦。金久保のリリーフで登板し、自身は2回3分の2を被安打0で抑えるも、0-1で敗れた。その後、8月30日から台湾で開催されたアジア大会にU-18日本代表として出場した。
2016年のNPBドラフト会議で、地元球団の千葉ロッテマリーンズから3巡目で指名。契約金5000万円、年俸600万円（金額は推定）という条件で入団した。背番号は40。

### プロ入り後
2017年には、一軍公式戦への登板機会がなかった。夏場に制球難（イップス）へ陥った影響で、イースタン・リーグ公式戦でも3試合の登板にとどまったものの、シーズン終了後に台湾で開催のアジアウインターリーグでは同リーグ選抜チームの一員として参加。12月6日の対社会人野球（JABA）選抜戦に救援で登板したが、四球を連発したため、学生時代に投手として活躍していた外野手・柿澤貴裕（読売ジャイアンツから参加）への交代を命じられた。
2018年には、イースタン・リーグ公式戦11試合に登板。勝敗は付かなかったが、通算投球イニング11回2/3に対して与四球数が12個に達するなど制球が定まらず、防御率は10.80に達した。
2019年には、イースタン・リーグ公式戦20試合に登板。防御率は2.00と前年から大幅に改善されたが、一軍昇格どころか同リーグ公式戦での初白星に至らないまま、シーズン終了後の10月3日に支配下選手契約の解除を通告された。球団からは育成選手としての再契約を打診されていたが、12月2日付でNPBから自由契約選手として公示された後に、同月7日に球団を通じて現役からの引退を発表。引退を機に、大学への進学を目指すことも明かした。

### 現役引退後
國學院大學が日本プロ野球選手会との協定に基づいて人間開発学部健康体育学科で実施している「セカンドキャリア特別選考」に合格したため、教職課程の履修を視野に、2020年4月から同学科へ進学（同期に岡林飛翔）。大学在学中の2022年10月に開催された2022年 WBSC U-23ワールドカップの日本代表チームのクオリティコントロールスタッフを務める。2024年3月に自身のXを更新し、國學院大學の卒業と中学・高校の保健体育科の教員免許取得を報告するとともに同年4月からは慶應義塾大学大学院政策・メディア研究科への進学を公表した。
2024年11月14日に開催された12球団合同トライアウトに参加。引退から5年後の参加となり、プロ復帰が目標ではなく、「恩返し」の気持ちが強かったという。打者2人に対して計14球を投げ、最速151km/hを記録した。独立リーグやクラブチームなど4球団からオファーを受けたが辞退し、大学院生として学業に専念し、「イップスを治す方法」を研究している。自身の現役時代のイップスについても、治せていたと考えている。

## 選手としての特徴
スリークォーターの投球フォームから、ストレートと、スライダー、カットボール、カーブを投じる本格派右腕。
ストレートの球速については、高校1年時で140km/hを上回ると、2年時の秋には148km/hを記録。さらに、3年時の春季千葉県大会において、市立船橋高校戦との3回戦で自己最速の153km/hを計測した。

## 詳細情報

### 年度別投手成績
- 一軍公式戦出場なし

### 背番号
- 40（2017年[9] - 2019年）

### 代表歴
- 第11回 BFA U-18アジア選手権大会：野球日本代表